# Xã Solomon Rapids, Quận Mitchell, Kansas
Xã Solomon Rapids (tiếng Anh: Solomon Rapids Township) là một xã thuộc quận Mitchell, tiểu bang Kansas, Hoa Kỳ. Năm 2010, dân số của xã này là 65 người.